# لينوكس كاستيلو
لينوكس كاستيلو (بالإنجليزية: Lennox Castillo)‏ هو لاعب كرة قدم بليزي في مركز الهجوم، ولد في 19 نوفمبر 1985 في بليز.

## وصلات خارجية
- لينوكس كاستيلو على موقع إي إس بي إن إف سي (الإنجليزية)
- لينوكس كاستيلو على موقع قاعدة بيانات كرة القدم.إي يو (الإنجليزية)
- لينوكس كاستيلو على موقع ناشيونال فوتبول تيمز (الإنجليزية)
- لينوكس كاستيلو على موقع Soccerbase.com (لاعب) (الإنجليزية)
- لينوكس كاستيلو على موقع Soccerway.com (الإنجليزية)
- لينوكس كاستيلو على موقع عالم كرة القدم.نت (الإنجليزية)